# Strabane (district)
Strabane is een voormalig district in Noord-Ierland. Het is sinds 2015 deel van het district Derry and Strabane. Strabane telde in 2007 39.400 inwoners. De oppervlakte bedraagt 862 km², de bevolkingsdichtheid is 45,7 inwoners per km².
Van de bevolking is 33,3% protestant en 66,2% katholiek.
Het bestuur fuseerde met Derry City Council op 1 april 2015 onder de reorganisatie van de lokale overheid in Noord-Ierland om Derry and Strabane District Council te worden.
Antrim · Ards · Armagh · Ballymena · Ballymoney · Banbridge · Belfast · Carrickfergus · Castlereagh · Coleraine · Cookstown · Craigavon · Derry (Londonderry) · Down · Dungannon en South Tyrone · Fermanagh · Larne · Limavady · Lisburn · Magherafelt · Moyle · Newry and Mourne · Newtownabbey · North Down · Omagh · Strabane